# Ernest Myrand
Ernest Myrand (Québec, 29 juin 1854 - Québec, 31 mai 1921) est un historien, journaliste et bibliothécaire québécois.

## Biographie
Ernest Myrand étudie à l'Université Laval. Il commence sa carrière comme journaliste au journal Le Canadien en 1872. En 1902, il devient registraire au Secrétariat provincial.
En 1912, il devient responsable de la Bibliothèque de la Législature. Il est également membre de la Société royale du Canada. 

## Ses œuvres
- Sir William Phipps devant Québec (1893)
- Frontenac et ses amis (1902), un écrit historique.
- Noëls anciens de la Nouvelle-France (Québec 1899, 1907 ; Montréal 1913, 1926), ce livre est la première étude d'un sujet relié à la musique au Québec et au Canada.
- Plusieurs autres écrits historiques.

Il a écrit aussi le livre : Sir William Phips devant Québec : histoire d'un siège
https://numerique.banq.qc.ca/patrimoine/details/52327/2022077

## Sources
- Assemblée nationale du Québec
- Encyclopédie canadienne